# Phrae (stad)
Phrae (Thais: แพร่) is een Thaise stad in de regio Noord-Thailand. Phrae is hoofdstad van de provincie Phrae en het district Phrae. De stad telde in 2000 bij de volkstelling 40.092 inwoners en ligt aan de rivier de Yom.

## Geschiedenis

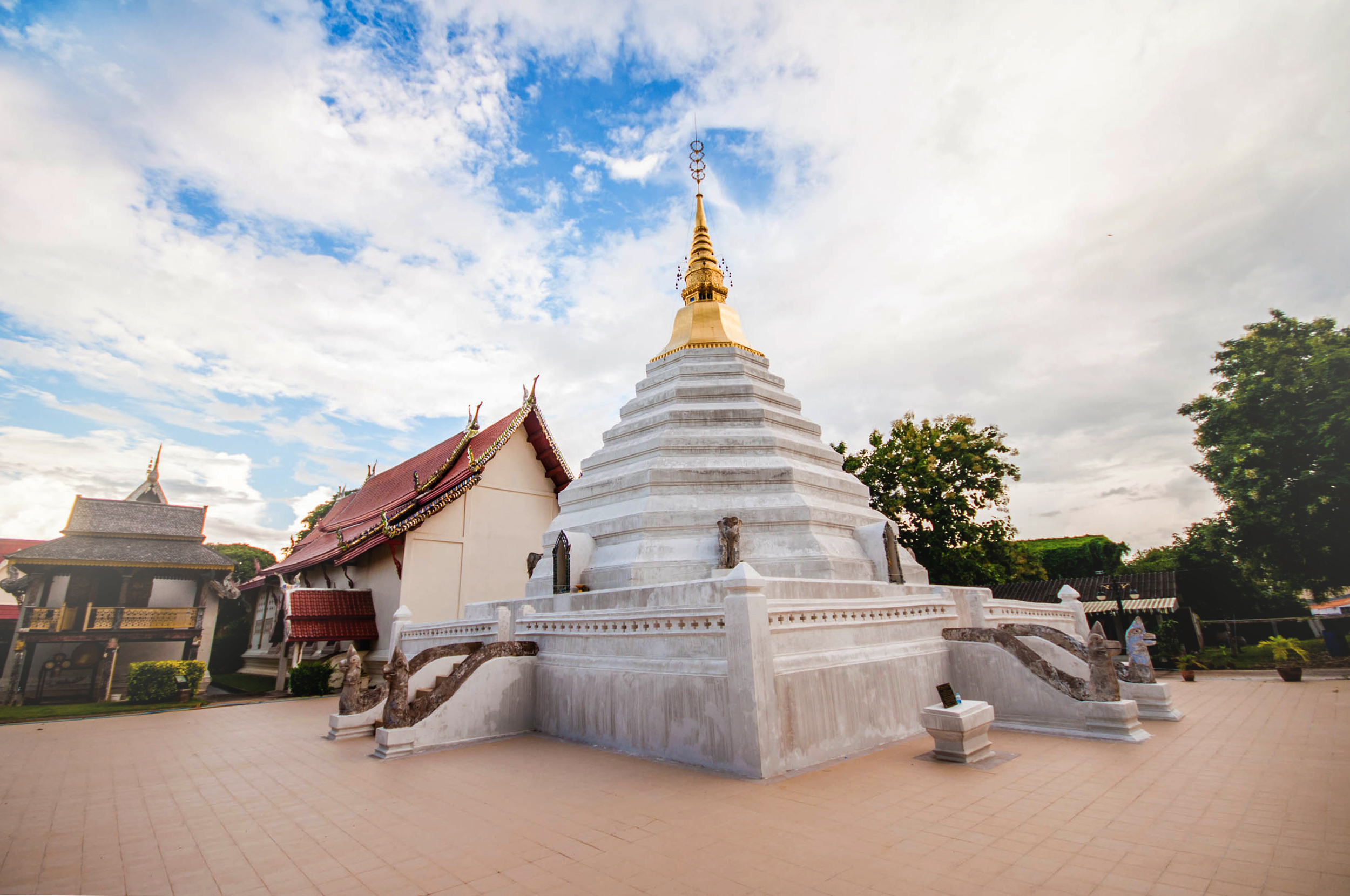
Wat Luang

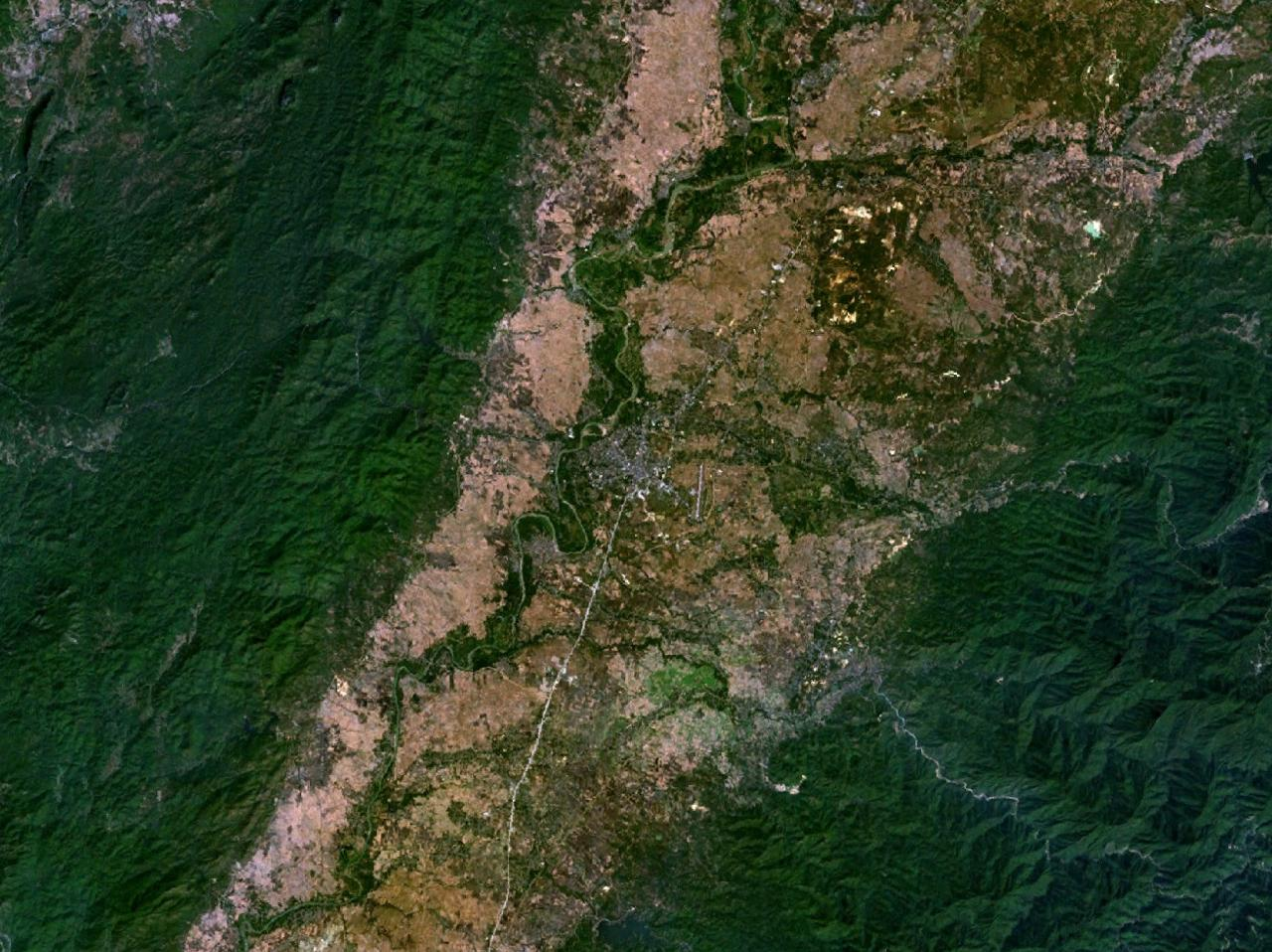
Satellietfoto van Phrae en omgeving

Phrae is in de 12de eeuw gebouwd. In de 18de eeuw werd het veroverd door de Birmezen.
Er zijn diverse wats in Phrae:
- Wat Luang
- Wat Phra Ruang
- Wat Phra Bat
- Wat Si Chum
- Wat Phra Non

Circa 45 km van Phrae ligt het stuwmeer Sirikit.